# 迎宾路街道 (克拉玛依市)
迎宾路街道是中华人民共和国新疆维吾尔自治区克拉玛依市克拉玛依区下辖的一个街道办事处。

## 行政区划
迎宾路街道下辖以下村级行政区划单位：
汇福社区、泽福社区、润福社区、雅典娜社区、碧水花苑社区、城南社区、金色嘉苑社区、云祥社区、龙尚社区、绿雅佳苑社区、鑫辉花园社区。